# 大頜普提魚
大頜普提魚，又稱大頜狐鯛，為輻鰭魚綱鱸形目隆頭魚亞目隆頭魚科的其中一種，分布於西印度洋區，從索馬利亞、肯亞至阿曼灣海域，棲息深度25-65公尺，體長可達62公分，棲息在岩石底質海域，生活習性不明，可作為食用魚。

## 擴展閱讀
維基物種上的相關：大頜普提魚